# Zhong Huandi
Dans ce nom chinois, le nom de famille, Zhong, précède le nom personnel.
Zhong Huandi, née le 28 juin 1967 dans la province du Yunnan, est une athlète chinoise spécialiste des courses de fond. 

## Palmarès
| Date | Compétition                | Lieu      | Place | Épreuve  |
| ---- | -------------------------- | --------- | ----- | -------- |
| 1987 | Universiade                | Zagreb    | 2e    | 10 000 m |
| 1988 | Jeux olympiques            | Séoul     | 30e   | Marathon |
| 1990 | Jeux asiatiques            | Pékin     | 1re   | 3 000 m  |
| 1990 | Jeux asiatiques            | Pékin     | 1re   | 10 000 m |
| 1991 | Championnats du monde      | Tokyo     | 2e    | 10 000 m |
| 1992 | Jeux olympiques            | Barcelone | 4e    | 10 000 m |
| 1992 | Coupe du monde des nations | La Havane | 3e    | 10 000 m |
| 1993 | Championnats du monde      | Stuttgart | 2e    | 10 000 m |
| 1993 | Jeux de l'Asie de l'Est    | Shanghai  | 1re   | 10 000 m |
| 1994 | Jeux asiatiques            | Hiroshima | 1re   | Marathon |